# Hongbin
Lee Hong Bin (en hangul, 이홍빈; Gwangjin-gu, Seúl, 29 de septiembre de 1993), conocido simplemente como Hong Bin, es un cantante, Modelo, Bailarín, Rapero, actor y MC surcoreano, conocido por haber sido miembro de la boy band de K-pop VIXX, bajo la agencia Jellyfish Entertainment, desde el debut de la banda en mayo de 2012 hasta agosto de 2020. También ha participado en series de televisión como Glorious Day (2014) y Escuela Moorim (2016). Además, durante 2015 incursionó como presentador del programa musical de SBS MTV, The Show.

## Primeros años
Hongbin nació y creció en Jayang-dong, Gwangjin-gu, Seúl, Corea del Sur. Su familia se compone de sus padres y dos hermanas mayores. Estudió música en Dong-ah Broadcasting College.

## Carrera

### 2012-2013: Debut con VIXX
Hongbin fue uno de los diez aprendices que participaron en el programa de supervivencia de Mnet MyDOL y fue escogido para ser parte de la alineación final del grupo de seis miembros VIXX. El grupo debutó con la canción «Super Hero» el 24 de mayo de 2012. Durante el programa,  así como también, apoyó a su compañero de agencia Seo In Guk en los videos musicales para «Shake It Up» y «Tease Me», compartiendo roles con la actriz Son Eun Seo en el último de ellos.
En el año 2013, apareció en el episodio 4 de la serie The Heirs junto a sus compañeros de grupo.

### 2014-presente: Debut en la actuación y conducción
En 2014, Hongbin fue elegido para participar en su primer drama, interpretando a Yoo Ji Ho, junto a Go Woo Ri de Rainbow en Glorious Day. En el mismo año, apareció como bailarín de apoyo en el video musical para «Peppermint Chocolate» de K.Will, Mamamoo y Wheesung.
El 3 de marzo de 2015, Hongbin junto a Jiyeon de T-ara y Zhou Mi de Super Junior-M fueron designados como los nuevos conductores para el programa musical The Show emitido por el canal de cable SBS MTV.
En septiembre de 2015, Hongbin obtuvo su primer rol principal en el drama de acción y romance Moorim School, donde interpreta a Wang Chi Ang. El papel fue previamente ofrecido a Yook Sungjae y Lee Hyun Woo.

## Filmografía

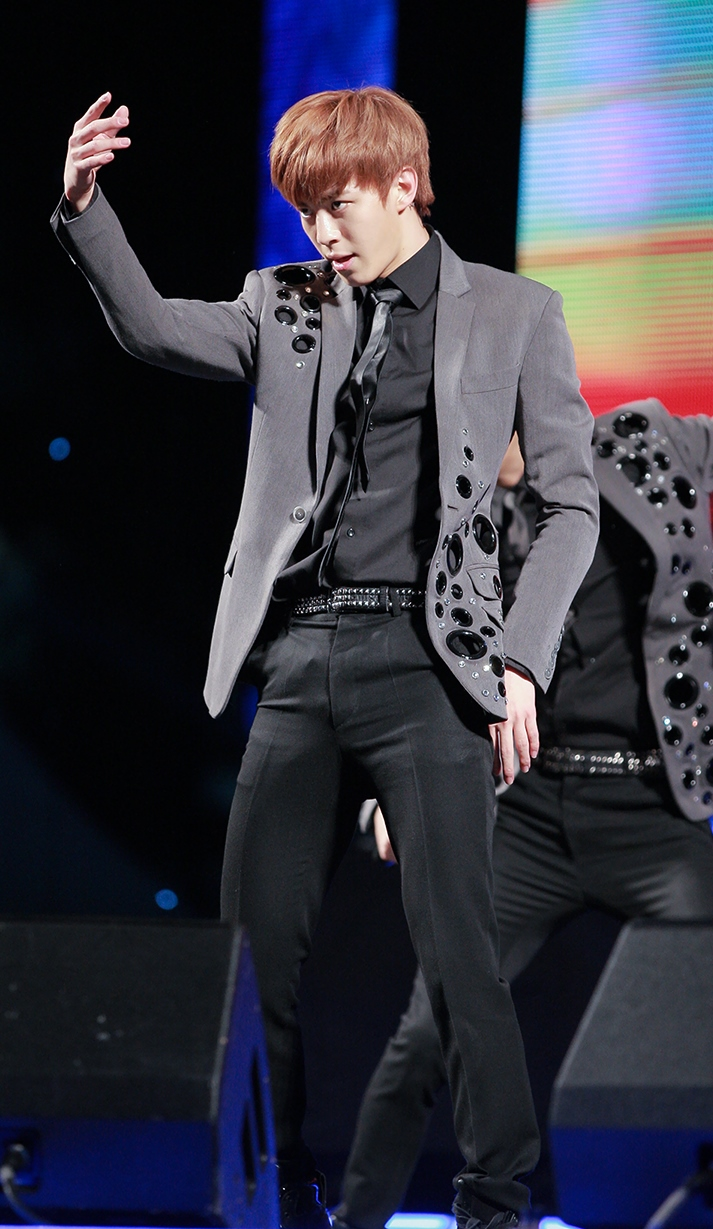
Hongbin durante el Festival de Cultura y Artes en 2013

### Series de Televisión
| Año  | Canal   | Título                             | Personaje      | Nota                       |
| ---- | ------- | ---------------------------------- | -------------- | -------------------------- |
| 2013 | SBS     | The Heirs                          | Él mismo       | Cameo junto a VIXX (Ep. 4) |
| 2014 | SBS     | Glorious Day                       | Yoo Ji Ho      | Rol de apoyo               |
| 2016 | KBS 2TV | Escuela Moorim                     | Wang Chi Ang   | Rol principal              |
| 2016 | SBS     | "WEDNESDAY 3:30PM"                 | Yoon Jae-won   | Rol Principal              |
| 2018 | tvN     | Hundred Million Stars From the Sky |                | Personaje recurrente       |
| 2018 | MBN     | Witch's Love                       | Hwang Jae Wook | Personaje recurrente       |

### Programas de televisión
| Año  | Título                            | Nota                                                       |
| ---- | --------------------------------- | ---------------------------------------------------------- |
| 2012 | MyDOL                             | Concursante                                                |
| 2013 | Idol Star Athletics Championships | Participante                                               |
| 2013 | Three Idiots                      | Invitado junto a Ken, Hyuk, Ravi                           |
| 2014 | Star King                         | Invitado junto a Ken y Hyuk                                |
| 2015 | The Show                          | Coconductor (3 de marzo de 2015 - 28 de diciembre de 2015) |
| 2015 | A Song For You 4                  | Invitado especial (Ep. 11)                                 |
| 2016 | Celebrity Bromance                | miembro - junto a Gongchan (ep. 48 - 51)                   |
| 2016 | Hello Counselor                   | invitado - Ep. 257, 297                                    |
| 2017 | Law of the Jungle in Komodo       | participante                                               |
| 2017 | Master Key                        | Participante (Episodio 5)                                  |

### Aparición en videos musicales
| Año  | Canción                | Artista                   |
| ---- | ---------------------- | ------------------------- |
| 2011 | «Shake It Up»          | Seo In Guk                |
| 2012 | «Let This Die»         | Brian Joo                 |
| 2012 | «Tease Me»             | Seo In Guk                |
| 2014 | «Peppermint Chocolate» | K.Will, MAMAMOO, Wheesung |